# Paddödla
Paddödla (Phrynosoma cornutum) är en ödleart som beskrevs av Harlan 1825. Phrynosoma cornutum ingår i släktet paddleguaner, och familjen Phrynosomatidae. IUCN kategoriserar arten globalt som livskraftig. Inga underarter finns listade.
Paddödlan har en bred, platt, paddliknande kropp med kort, tjock svans och litet trubbnosigt huvud, baktill omgivet av en rad långa, spetsiga taggar. Även på rygg, ben och svans är de oregelbundet ordnade fjällen delvis omvandlade till spetsiga taggar. Färgen är gulaktig med mörkbruna fläckar. Paddödlan blir omkring 12 centimeter lång.
Den lever i sandiga trakter i norra Mexiko och angränsade delar av USA. Nattetid gräver den ned sig i sanden. Födan utgörs av insekter som liksom paddödlan själv rör sig långsamt.
Växtligheten i utbredningsområdet är glest fördelad och utgörs av gräs, kaktusar samt några buskar eller träd. Paddödlan kan även använda gnagarnas underjordiska bon som viloplats eller den gömmer sig under stenar. Vissa exemplar iakttogs klättrande i träd 2 meter över marken vid fara till översvämningar. Även äggen läggs i en självgrävd grop eller bakom stenar.